# Vasai
Vasai is een nagar panchayat (plaats) in het district Palghar van de Indiase staat Maharashtra. 
De Engelsen noemden de plaats Bassein en de Portugezen Baçaim. De Portugezen bouwden hier in de 16e eeuw een fort en de jezuïeten stichtten een missiepost. 
Vasai is de zetel van een rooms-katholiek bisdom. In 2009 is Vasai met de naastgelegen stad Virar gefuseerd tot de stad Vasai-Virar. 

## Demografie
Volgens de Indiase volkstelling van 2001 wonen er 49.346 mensen in Vasai, waarvan 51% mannelijk en 49% vrouwelijk is. De plaats heeft een alfabetiseringsgraad van 77%. 

## Bekende inwoners van Vasai

### Overleden
- Gavin Packard (1964-2012), acteur